# Lucius d'Alexandrie
Lucius d'Alexandrie fut le patriarche d'Alexandrie de 375 à 378. Professant l'arianisme, il est considéré comme un usurpateur par les autres Églises chrétiennes reconnaissant le concile de Nicée.

## Biographie

### Chef de la faction arienne d'Alexandrie
Après la mort de l'évêque d'Alexandrie Georges de Cappadoce et le retour d'Athanase d'Alexandrie en 361, les fidèles ariens sont expulsés des églises, rendues aux chrétiens nicéens, et se retrouvent à célébrer leurs cérémonies en secret dans des maisons particulières. C'est dans ce contexte que Lucius, l'un des prêtres de l'évêque Georges, est élu chef de la faction arienne d'Alexandrie en 362.
Après la nomination de Jovien en tant qu'empereur en 363, Lucius tente sans succès de faire annuler le retour d'exil d'Athanase et de se faire reconnaître comme évêque de la ville. Il demeure par la suite à Antioche. Après l'accession de Valens à la tête de l'Empire romain d'Orient, lui-même arien, Lucius cherche à défendre ses coreligionnaires, mais n'obtient pas de l'empereur le droit de revenir à Alexandrie tant qu'Athanase y demeure.
Le 24 septembre 367, Lucius tente de retourner à Alexandrie en entrant de nuit dans la ville. Quand la rumeur de sa présence se répand, un tumulte populaire a lieu, et l'évêque, repéré, ne doit son salut qu'à l'intervention de l'armée. Le 26 septembre, il est reconduit sous escorte militaire hors d'Égypte.
En 370, l'empereur Valens, désigne Lucius comme évêque de Samosate. Il occupe le siège épiscopal de la ville durant neuf ans, auprès d'une population généralement hostile à l'arianisme,.

### Patriarche d'Alexandrie
Après la mort d'Athanase en 373, la hiérarchie ecclésiastique élit Pierre II comme nouveau patriarche de la ville. Valens envoie alors Lucius, accompagné d'Euzoïos, patriarche arien d'Antioche, avec le décret prévoyant la déposition et l'emprisonnement de Pierre et l'élection de Lucius comme nouveau patriarche.
À l'instar de Georges de Cappadoce, Lucius met en place une répression sévère des chrétiens nicéens. Il fait notamment exiler dans une île du Nil le moine égyptien Macaire de Scété et les moines de Nitrie en 373. Il bénéficie du soutien du commandant militaire en Egypte, le général Trajan.
Pierre, parvenant à s'enfuir, se réfugie à Rome, où il bénéficie du soutien du pape Damase Ier. En juin 378, Pierre II retourne à Alexandrie avec un décret confirmant son élection comme patriarche. Lucius, privé de soutien politique et militaire, doit donc abandonner la chaire épiscopale et quitter peu après Alexandrie sur l'ordre du nouvel empereur Théodose.

## Œuvres
Ses œuvres, à l'exception de quelques extraits notés en marge d'autres manuscrits, ne nous sont pas parvenues. Jérôme de Stridon rapporte que Lucius était l'auteur d'une série de pamphlets en défense de la croyance arienne et d'un traité intitulé Solemne de Paschate Epistolae. Ce travail est cité dans les actes du synode du Latran de 649.